# Praca z ziemi

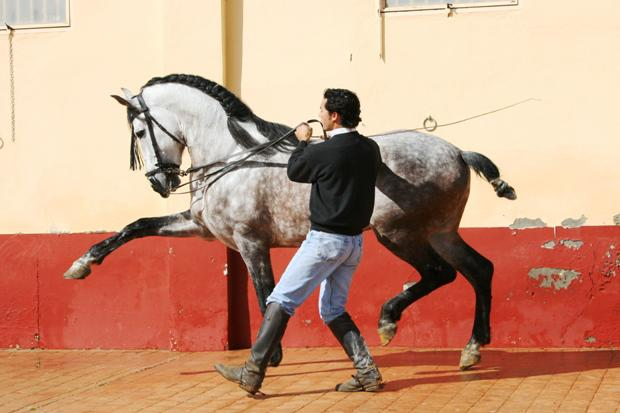
Koń w stępie hiszpańskim prowadzony z ziemi (David Vasquez, Sevilla). W tym chodzie koń porusza się tak jak w stępie, ale przednie nogi wyprostowuje i podnosi wysoko, tak by kopyto znajdowało się na poziomie jego łokcia.

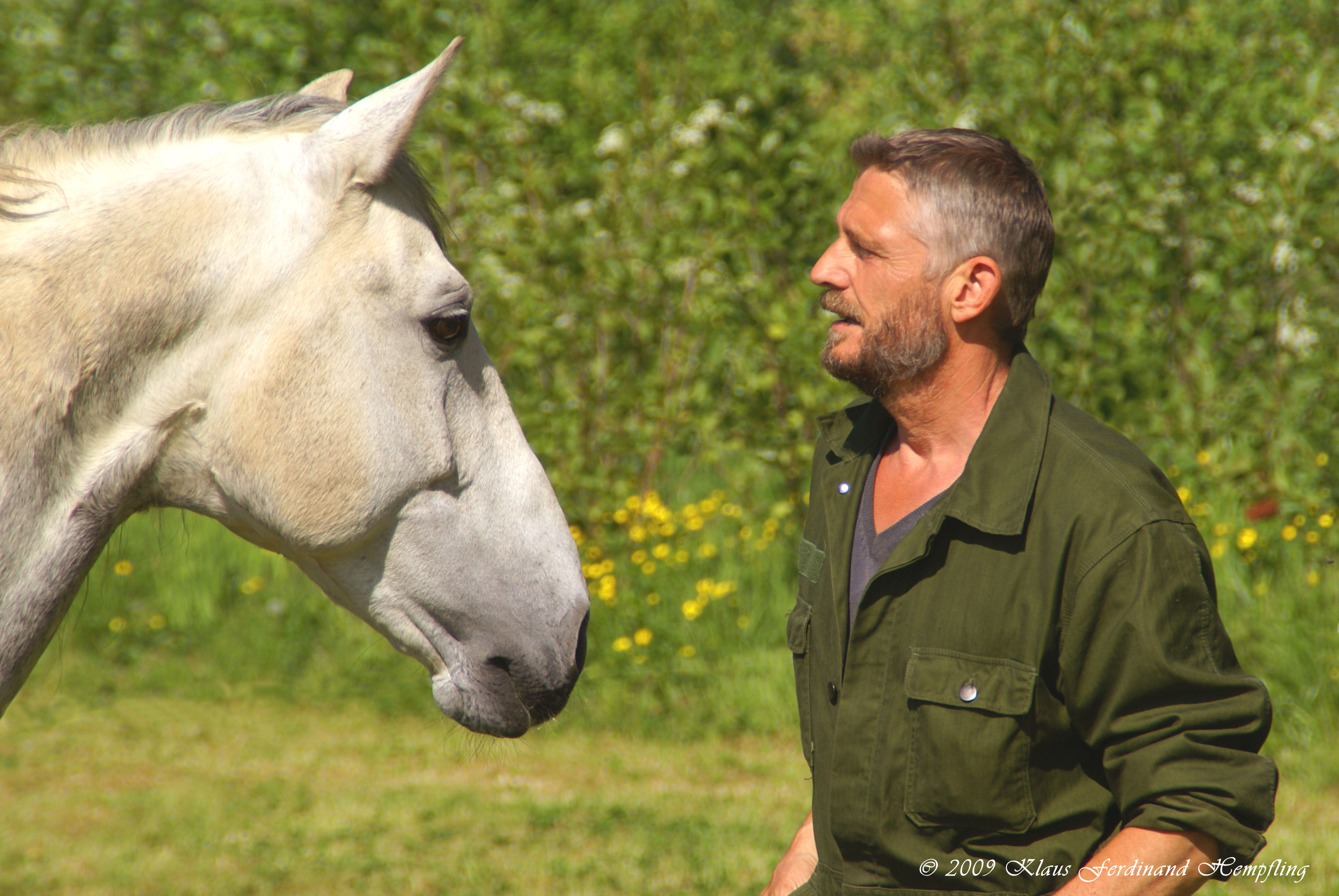
Klaus Ferdinand Hempfling z koniem Queijo na swojej farmie w Danii; w swojej pracy z końmi, szczególnie trudnymi, często posługuje się pracą z ziemi bez użycia sprzętu jeździeckiego, albo ograniczając go do minimum - polega głównie na komunikacji za pomocą mowy ciała.

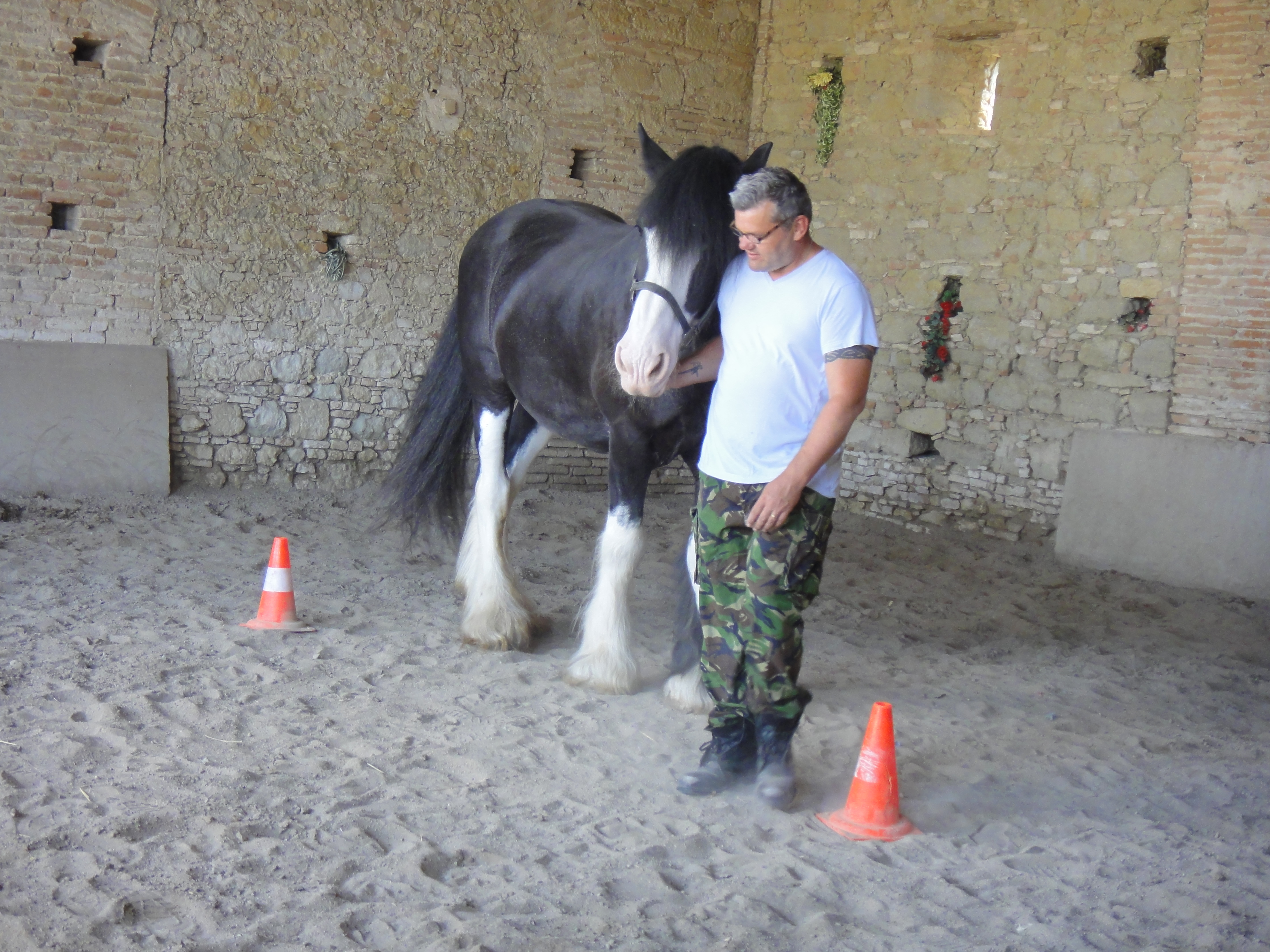
Praca z ziemi w terapii zespołu stresu pourazowego, stosowana przez stowarzyszenie "Vivre à Plein Temps".

Praca z ziemi – metody szkolenia koni mające na celu przygotowanie go do pracy pod jeźdźcem, do poszczególnych dyscyplin sportowych, poprawienie jego relacji z człowiekiem podczas wykonywania codziennych czynności, a także w trakcie przygotowywania konia do zmiany sposobu użytkowania (na przykład po zakończonej karierze sportowej). Niektóre elementy pracy z ziemi są także stosowane na wstępnych etapach szkolenia jeźdźca (np. lonżowanie). W klasycznym jeździectwie praca z ziemi jest bardzo ważnym elementem szkolenia i stosuje się je nawet do nauki chodów w wysokim zebraniu czy figur nad ziemią (podczas których koń wyskakuje w górę i wykonuje różne ewolucje w powietrzu, albo porusza się na tylnych nogach).  

## Nauka podstawowego posłuszeństwa
Wstępną pracę z ziemi zaczyna się już ze źrebięciem; niektórzy zalecają wykonanie pewnych czynności, które w późniejszym czasie ułatwią szkolenie konia, już w pierwszych dniach jego życia - jest to tzw. imprinting (wdrukowanie). Polega to zazwyczaj na delikatnym dotykaniu i głaskaniu źrebaka w miejscach gdzie w przyszłości będzie leżało siodło, wędzidło; lekkim opukiwaniu kopyt i podnoszeniu nóg. Niektórzy wolą jednak zostawić pierwsze etapy życia naturze. Starsze źrebię uczone jest bycia prowadzonym, zakładania kantara, spokojnego poddawania się zabiegom pielęgnacyjnym itd.

## Modyfikacja zachowań
Szkolenie konia z ziemi może być stosowane do zmodyfikowania jego zachowań, takich jak agresja wobec ludzi, niepokój podczas czyszczenia, siodłania czy innych zabiegów, nieposłuszeństwo, czy uciekanie od człowieka w trakcie różnych czynności (albo napieranie na człowieka, na przykład w boksie czy w wąskich przejściach). W tym celu często stosuje się pracę z ziemi na wolności (bez użycia lonży, ogłowia, kantara czy innego sprzętu), na ograniczonym lub otwartym terenie. W trakcie pracy z koniem stosowane są wzmocnienia (nagrody, smakołyki, pochwały, głaskanie, masaż, itp.) jak i wygaszenia zachowań (chorągiewka, bat, agresywna mowa ciała, różne dźwięki, itp.). Czasami tego rodzaju praca z ziemi jest elementem warsztatów typu coaching, dla osób niekoniecznie interesujących się jeździectwem, ale chcących poprawić swoją mowę ciała, relacje z innymi, umiejętność komunikacji ze zwierzęciem itp. - w takich przypadkach sesja z koniem prowadzona jest pod okiem osoby doświadczonej, a do terapii wybierane są zwierzęta łagodne i spokojne. Elementy pracy z ziemi mogą być także stosowane w terapii zespołu stresu pourazowego (PTSD), zarówno u ludzi, jak i koni.  

## Szkolenie młodego konia
Praca z ziemi jest niezbędnym elementem nauki młodego konia, który ma być następnie użytkowany przez ludzi (nie tylko do jazdy wierzchem). We wstępnym szkoleniu celem jest zaakceptowanie przez konia sprzętu jeździeckiego, wykonywanie podstawowych poleceń w rozluźnieniu i nabycie umiejętności skupienia się na człowieku w sytuacjach różnych rozproszeń. Taka praca z młodym koniem pozwala na wstępne przygotowanie jego mięśni do przyjęcia zwiększonego obciążenia, jakim będzie ciężar jeźdźca. Zależnie od tradycji i dyscypliny konkretne etapy mogą się różnić, ale zazwyczaj składają się z: 
- nauki prowadzenia w ręku
- nauki ustępowania od nacisku
- przyzwyczajania do obciążenia (jeźdźca na grzbiecie, albo ciężaru ciągniętego przez konia w przypadku przyuczania do powożenia)
- nauki reagowania na podstawowe sygnały (ruszanie, zatrzymanie, skręcanie w lewo i w prawo, zmiany tempa)

## Zaawansowane lub specjalistyczne szkolenie z ziemi
Oprócz tradycyjnych celów, takich jak jazda konna, udało się przyuczyć konie np. do pracy asystenta osoby niepełnosprawnej (podobnie jak robi to pies asystujący). Alexandra Kurland, zajmująca się szkoleniem koni klikerem (jest to warunkowanie instrumentalne; przy szkoleniu klikerem stosuje się głównie wzmocnienie dodatnie) przystosowała kuca szetlandzkiego do asystowania osobie niedowidzącej.
Natomiast Hiszpańska Szkoła Jazdy w Wiedniu, czy Cadre Noir w Saumur, kultywują tradycję szkolenia z ziemi w wysokim zebraniu, włącznie z nauczaniem tzw. figur nad ziemią. W szkołach tych tradycyjnie stosuje się do pracy z ziemi kawecan, który następnie może być używany przez jeźdźca tak jak ogłowie bezwędzidłowe. Pracuje się z koniem na lonży, na długich wodzach (co przypomina trochę przyuczanie konia do powożenia, przed dodaniem obciążenia) i bardzo rzadko z użyciem kolumn (współcześnie stosuje je w swojej szkole jazdy Bent Branderup, kultywujący tradycje klasycznego jeździectwa w prowadzonym przez siebie ośrodku).